# 절구 관절
절구 관절(ball-and-socket joint, spheroid joint, 구상관절, 구와관절, 절구공이 관절, 보올 소켓 연결, 볼 조인트로도 불림)은 한 둥근 뼈의 공 모양 표면이 다른 뼈의 컵 모양 오목한 부분에 맞는 윤활관절의 한 유형이다. 원위 뼈는 하나의 공통 중심을 갖는 무한한 수의 축 주위로 움직일 수 있다. 이를 통해 관절이 여러 방향으로 움직일 수 있다.

## 같이 보기
- 엉덩부위
- 볼기뼈절구
- 회전타원면